# 和安里 (香港)

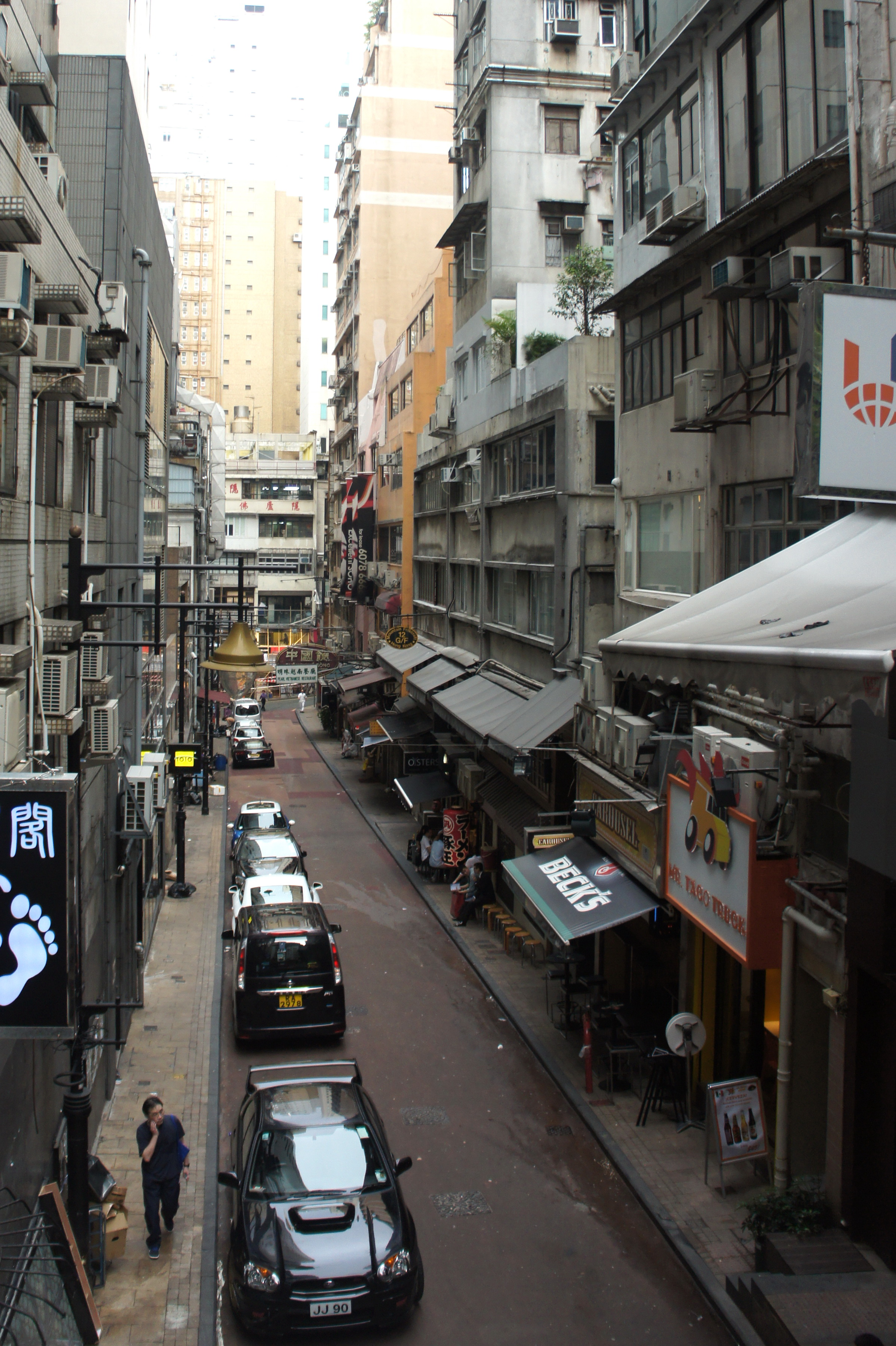
從樂慶里向東南方眺望和安里

和安里（英語：Wo On Lane），是香港島中環的一條街道，位於蘭桂坊的北部，南端街口在德己立街的中段，近和記棧鮮果店威靈頓公爵大廈和米蘭站。
而和安里的北端以一條小巷後街，通出威靈頓街。和安里是駕車者的掘頭路和路邊泊車位。又是中環白領相約聚會午餐的場所；是當地餐館停車上落貨的要道；是晚上蘭桂坊遊客消費場所。一般而言，蘭柱坊不只是一條曲尺形的斜坡路。廣義而言，蘭桂坊娛樂區包括和安里、德己立街、威靈頓街、雲咸街、仁壽里及榮華里等幾條鄰近街道，酒吧、樓上店食肆和娛樂場所。

## 鄰近
- 和安里土地廟
- 德和大廈（Tak Woo House）
- 和安樓（Wo On Building）
- 聯安樓（Luen On Building）

22°16′55″N 114°09′19″E / 22.28186°N 114.15516°E